# Cumbe
Cumbe is een gemeente in de Braziliaanse deelstaat Sergipe. De gemeente telt 3.870 inwoners (schatting 2009).